# Amanlis
Amanlis (en bretó Amanliz, en gal·ló Amanliz) és un municipi francès, situat a la regió de Bretanya, al departament d'Ille i Vilaine. L'any 2006 tenia 1.552 habitants.

## Demografia
| 1962                                       | 1968  | 1975  | 1982  | 1990  | 1999  |
| ------------------------------------------ | ----- | ----- | ----- | ----- | ----- |
| 1.363                                      | 1.376 | 1.339 | 1.337 | 1.344 | 1.442 |
| Des de 1962: població sense dobles comptes |       |       |       |       |       |

## Administració
| Període   | Identitat  | Partit |
| --------- | ---------- | ------ |
| 2001-2008 | Rémy Morel |        |
| 2008-     | Loïc Godet |        |